# Plamistość pochew liści kukurydzy
Plamistość pochew liści kukurydzy – bakteryjna choroba kukurydzy wywoływana przez Pseudomonas andropogonii (E.F Smith) Stapp i Pseudomonas syringae van Hall. W Polsce choroba ta pojawiła się najpierw w południowo-wschodniej części kraju, a później rozprzestrzeniła się na pozostałe rejony uprawy kukurydzy.

## Etiologia
Porażaniu roślin i rozwojowi bakterii sprzyjają uszkodzenia pochew liści, które są spowodowane żerowaniem mszycy czeremchowo-zbożowej, przylżeńców i młodych gąsienic omacnicy prosowianki. Chorobie sprzyja również wilgotna i ciepła pogoda. Dłuższe utrzymywanie się deszczowej pogody powoduje rozkład porażonych tkanek i gnicie roślin.

## Objawy
Pierwsze objawy choroby występują w lipcu i są to drobne wodniste plamki występujące na wewnętrznych powierzchniach pochew. Na początku plamy te są owalne koloru pomarańczowego lub czerwonego, a następnie się powiększają tworząc jeszcze większe plamy na których tworzy się lepki śluz bakteryjny. Dalszy rozwój choroby powoduje że porażone miejsca ciemnieją i stają się brunatnoczarne. Przerost kolonii bakterii przez całą grubość pochwy liściowej powoduje, że czarne plamy pojawiają się na zewnętrznych ich powierzchniach. W bardzo korzystnych warunkach choroba atakuje również liście i łodygi. Po zmianie pogody na upalną i suchą, śluz bakteryjny zasycha i następuje zasychanie liści, a następnie, stopniowo całych roślin. Wczesne wystąpienie choroby powoduje obniżenie jakości i ilości plonu kukurydzy zarówno w uprawie na kiszonkę, jak i na ziarno.